# Pierre Owono Ebede

Ebede 2006

Pierre-Owono Ebede (* 15. Juni 1980 in Yaoundé, Kamerun) ist ein kamerunischer Fußballspieler.
Ebede begann seine Fußballkarriere bei dem in seiner Geburtsstadt ansässigen kameruner Verein Espoir Yaoundé. Im Januar 1999 wechselte er zum griechischen Zweitligisten Apollon Kalamarias, wo er auch bis Januar 2003 blieb und auf insgesamt 64 Einsätze kam.
In der zweiten Hälfte der Saison 2002/2003 wechselte Ebede zum Ligarivalen Chalkidona Athen. Bei Chalkidona etablierte er sich von Beginn an in der Stammformation und stieg im selben Jahr in die erste griechische Liga auf. Auch in den folgenden zwei Jahren gehörte Ebede zu den Leistungsträgern seines Vereins und zählte dort 67 Einsätze, als er im Sommer 2005 Chalkidona verließ. Er wechselte zu Panathinaikos Athen, wo er bis 2007 spielte. Zurzeit steht Ebede beim französischen Erstligisten FC Metz unter Vertrag. Am 4. Juni 2008 unterschrieb es bei AEL Limassol von dort wechselte er 2010 zum Aufsteiger FC Astra Ploiești nach Rumänien. Seite 2012 ist er wieder in Frankreich und spielt für den FCSR Haguenau.
Pierre-Owono Ebede spielt auf der Position des Torwarts und wurde bereits in die Kamerunische Fußballnationalmannschaft berufen.

## Karriere
| Zeitraum  | Verein              |
| --------- | ------------------- |
| 1999–2003 | Apollon Kalamarias  |
| 2003–2005 | Chalkidona Athen    |
| 2005–2007 | Panathinaikos Athen |
| 2007–2008 | FC Metz             |
| 2008–2010 | AEL Limassol        |
| 2010–2011 | SC Astra Ploiești   |
| 2012–     | FCSR Haguenau       |

| Personendaten    | Personendaten                            |
| ---------------- | ---------------------------------------- |
| NAME             | Ebede, Pierre Owono                      |
| ALTERNATIVNAMEN  | Ebede, Pierre-Owono (vollständiger Name) |
| KURZBESCHREIBUNG | kamerunischer Fußballspieler             |
| GEBURTSDATUM     | 15. Juni 1980                            |
| GEBURTSORT       | Yaoundé                                  |